# 유리 보리소프
유리 이바노비치 보리소프(러시아어: Юрий Иванович Борисов; 1956년 12월 31일 출생)는 아르한겔스크주의 연방평의회 의원으로 재직 중인 러시아의 정치인, 전 군사 전략가 및 수학자이다.
보리소프는 2022년부터 2025년까지 로스코스모스의 사무총장을 역임했으며, 2018년부터 2022년까지는 러시아 부총리, 2012년부터 2018년까지는 국방부 차관을 역임했다. 그는 러시아 연방영웅 칭호를 받았으며 Order for Service to the Homeland in the Armed Forces of the USSR 3등급을 수상했다.
그는 1st class Active State Councillor of the Russian Federation의 연방 공무원 계급을 가지고 있다.

## 생애
유리 보리소프는 1956년 12월 31일 비시니볼로초크에서 태어났다. 그는 1974년 Tver Suvorov Military School를 졸업했고, 1978년 Radioelectronics Higher Command School을 졸업했다. 1980년대에는 모스크바 국립 대학교의 계산 수학 및 사이버네틱스 학부에서 수학을 공부하여 1985년에 졸업했다. 보리소프는 결혼하여 두 자녀를 두고 있다. 1978년부터 1998년까지 20년 동안 그는 소련과 러시아의 군대에 입대했다. 그는 2007년 10월 Federal Agency on Industry 부국장을 지냈고 2008년 7월 산업통상부 차관이 되었다. 그는 2011년 3월 러시아 군사산업위원회 위원이었고, 2012년 11월 12일 대통령령에 따라 보리소프는 러시아 연방의 국방부 차관으로 승진했다.
2018년 5월 7일, 보리소프는 드미트리 메드베데프 2차 내각에서 국방 및 우주 산업 담당 부총리로 지명되었다.
2020년 1월 15일, 보리소프는 블라디미르 푸틴 블라디미르 푸틴 대통령이 2020년 연방 의회 연설에서 여러 헌법 개정안을 제안한 후 메드베데프 내각의 일원으로 사임했다. 보리소프는 이후 메드베데프의 후임인 미하일 미슈스틴에 의해 이전 직책으로 다시 임명되었다.
2021년, 그는 Order of the Republic of Serbia를 수상했다.
2022년에 그는 드미트리 로고진의 뒤를 이어 로스코스모스의 새로운 사무총장이 되었다.
보리소프는 2025년 2월 초 Gonets의 수장인 드미트리 바카노프로 교체되었으며, 크렘린은 이를 "계획된 교체"의 일환이라고 밝혔다. 같은 달 푸틴 대통령은 보리소프를 우주 국제 협력 특사로 임명했으며, cosmonaut 세르게이 크리카료프를 교체했다.
2025년 5월 19일, 아르한겔스크주 주지사 알렉산드르 치불스키는 2025년 1월 알렉산드르 네크라소프 의원의 사임으로 공석이 된 연방평의회 의원직에 유리 보리소프를 임명했다. 보리소프의 전임인 로스코스모스 사무총장 드미트리 로고진도 2023년 9월부터 자포리자주를 대표하여 연방평의회에서 활동했다. 보리소프는 의회에서 국방안보위원회에 합류하기로 결정했다.

### Sanctions
보리소프는 국제 평화 및 안보에 대한 중대한 위반으로 러시아의 우크라이나 침공과 관련하여 특별 경제 조치법 (S.C. 1992, c. 17)에 따라 캐나다의 제재를 받았다.

## 같이 보기
- 러시아 연방영웅 목록